# Zoosetha incisa
Zoosetha incisa är en skalbaggsart som beskrevs av Volker Assing 1998. Zoosetha incisa ingår i släktet Zoosetha, och familjen kortvingar. Arten är reproducerande i Sverige.